# 松倉恒次郎
松倉 恒次郎（まつくら つねじろう、1885年（明治18年）12月8日 - 没年不明）は、大正から昭和時代前期の公吏。東京市蒲田区長。

## 経歴
松倉平七の三男として富山県下新川郡、のちの三日市町（桜井町を経て現黒部市）に生まれる。1905年（明治38年）富山県立工芸学校を卒業する。札幌、大阪各税務監督局、会計検査院を経て、東京市に奉職し土木局勤務、財務局税務掛長、板橋、蒲田各区庶務課長を歴任した。1938年（昭和13年）12月、蒲田区長に就任し、1940年（昭和15年）12月まで務めた。

## 著作
- 編『市町村財務総覧 : 附・東京府市例規』良書普及会、1932年。